# Chiesa di Sant'Onofrio (Ascoli Piceno)
La chiesa di Sant’Onofrio è un luogo di culto cattolico, ubicato nel centro storico di Ascoli Piceno, nella vicinanze della monumentale piazza Ventidio Basso.

## Storia e descrizione

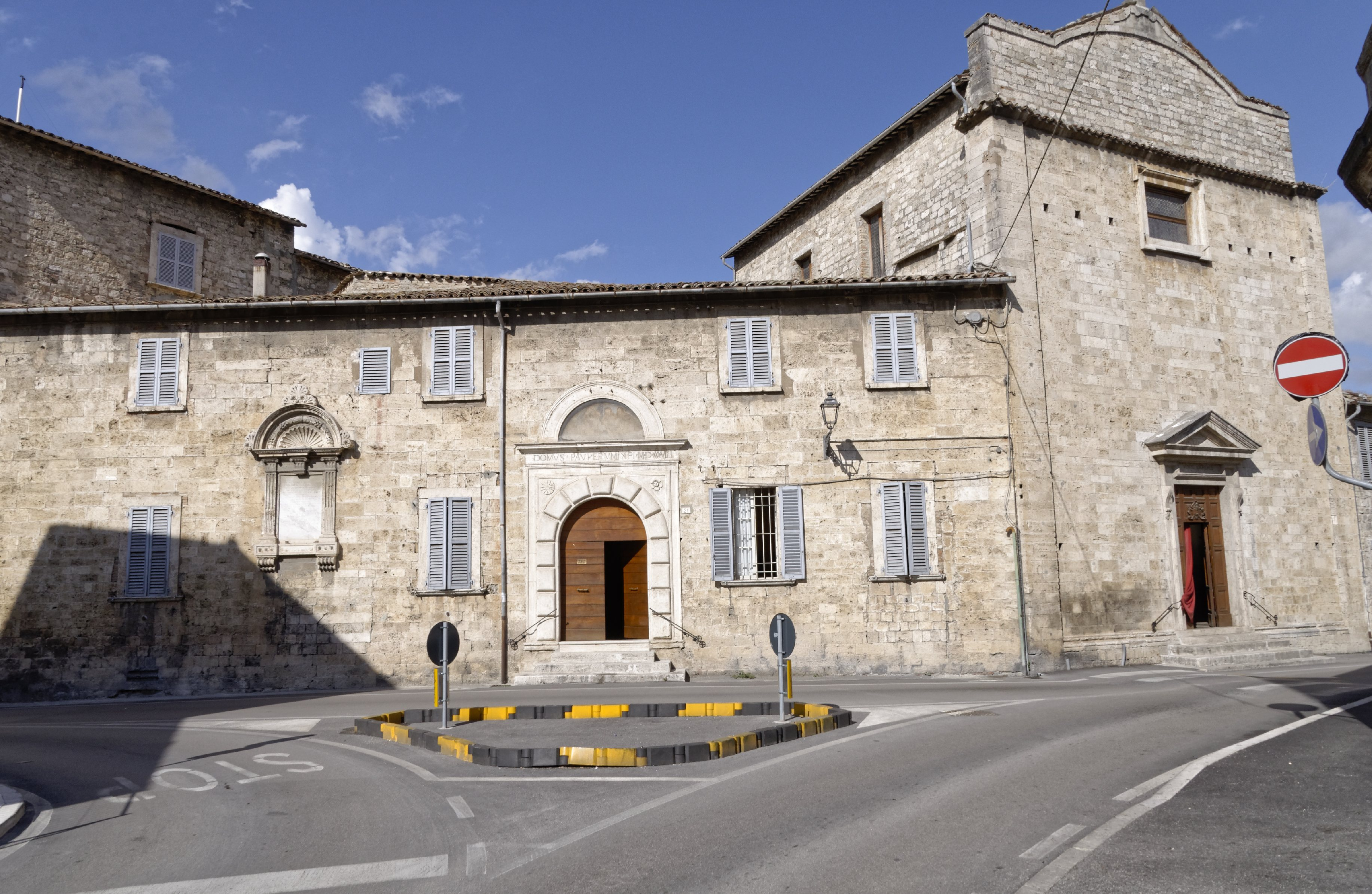
La chiesa di Sant’Onofrio e al centro l’annesso convento

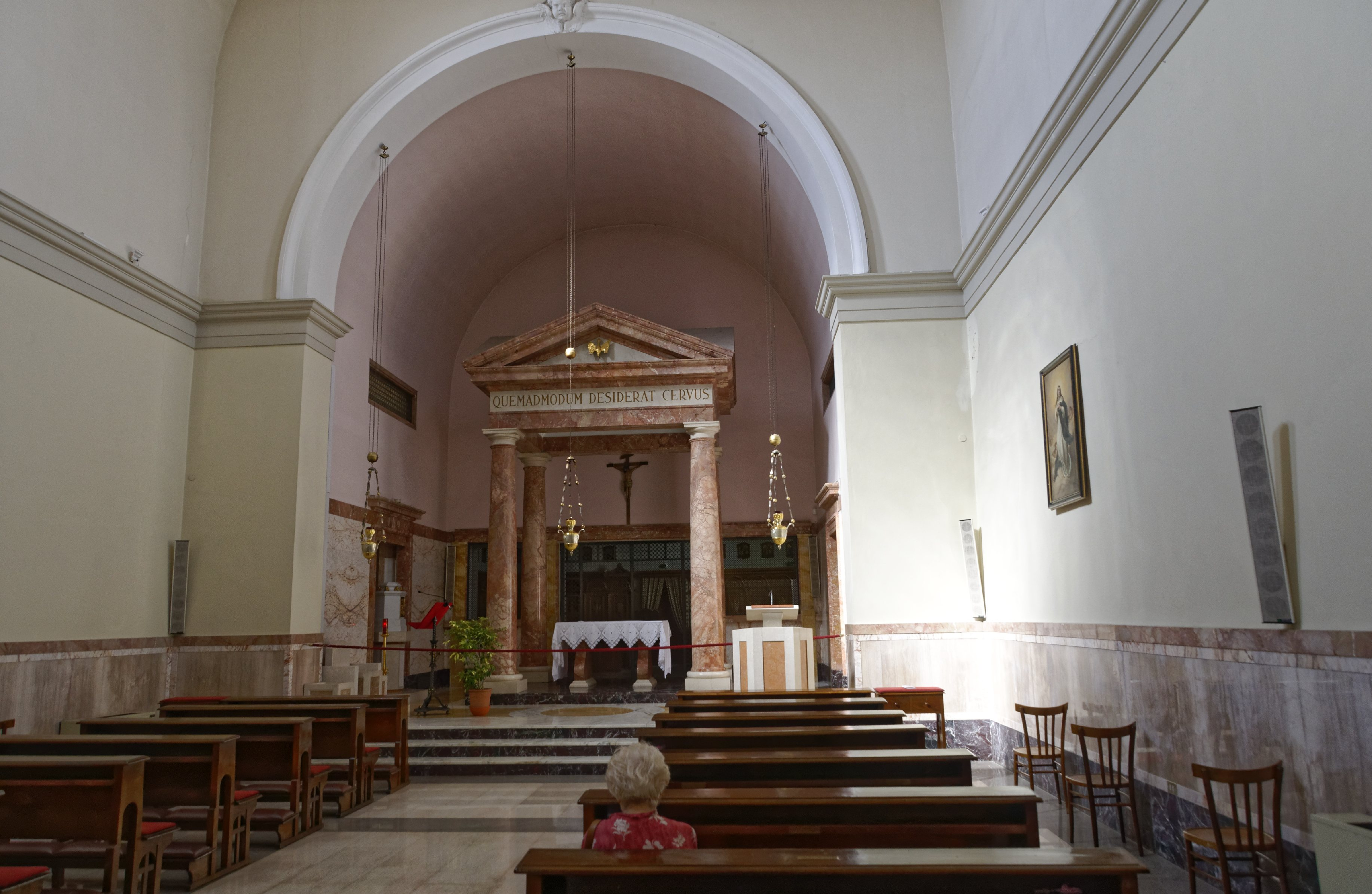
L'interno

Un tempo chiamata chiesa di Santa Margherita, fu costruita nel 1390 (ma secondo altri storici ascolani nel 1422) e rinnovata nel 1429 sotto il vescovo Paolo Alberti.
Essendo di proprietà del Comune, fu ceduta nel 1874 al Distretto militare assieme all'annesso convento, che destinò l'intero complesso a caserma. Successivamente nel 1938, su iniziativa delle Suore Benedettine di Sant'Onofrio, fu riportata alla sua forma originale e fu adornata con un portale e sopra di esso una finestra rettangolare.
L’interno, ad una sola navata, si presenta spoglio, concluso dall'altare coperto da un baldacchino timpanato classicheggiante, mentre dietro è il coretto delle monache.
Cola d’Amatrice dipinse in chiesa nel 1515 un pregevole ciclo pittorico che rappresentava le Storie della Passione di Cristo con affreschi racchiusi dentro a spazi rettangolari. L'opera si sviluppava su un'ampia fascia di muro perimetrale interno, ma andò completamente distrutta nel 1874 da vandali della città.
Nell'annesso monastero è custodita una tela raffigurante la Madonna del Rosario e Santi dipinta nel 1590 circa da Simone De Magistris per il distrutto Oratorio di San Rocco.